# Ambystoma rosaceum
Ambystoma rosaceum е вид земноводно от семейство Ambystomatidae.

## Разпространение
Видът е разпространен в Мексико.